# Gårdakvarnen mal igen
Gårdakvarnen mal igen är ett album där Attentat har samlat ett antal hyllningslåtar till fotbollslaget Gais. Låtarna bygger på läktarsånger samt tidigare Attentatlåtar som stuvats om och fått ny text. ”Heja, heja Grönsvart” spelas på Ullevi när GAIS gör mål. ”Nu kommer dom” när laget springer in på planen. 

## Låtarna på albumet
1. Gårdakvarnen 2.09
2. Heja, heja Grönsvart 3.15
3. Idag är det Gais 2.03
4. Blott ett lag 2.15
5. Nu kommer dom 1.58

## Medverkande
Attentat: Mats Jönsson, Magnus Rydman, Cristian Odin, Dennis Staaf och Roberto Laghi